# Vitas (Vorname)
Vitas (polnisch Witold) ist ein litauischer männlicher Vorname. Die weibliche Form ist Vita, Vitė.

## Namensträger

### Vorname
- Vitas Gerulaitis (1954–1994), US-amerikanischer Tennisspieler litauischer Herkunft
- Vitas Matuzas (* 1959), Politiker, Bürgermeister von Panevėžys
- Vitas Tomkus (* 1956), Journalist und Redakteur
- Vitas Vasiliauskas (* 1973), litauischer Jurist und Politiker

### Künstlername
- Vitas (Witali Wladassowitsch Gratschow; * 1979), russischer Popsänger, Komponist, Schauspieler und Modedesigner